# Ba (řeka)
Ba je řeka nacházející se na ostrově Viti Levu na Fidži. Na břehu řeky leží město Ba. V údolí řeky, asi kilometr od toku se nachází Rarawai Sugar Mill, který z řeky čerpá vodu pro své kotle
Řeka Ba je známá výskytem škeblí, které jsou místní specialitou.